# Гори (Француска)
Гори (фр. Gohory) насеље је и општина у централној Француској у региону Центар (регион), у департману Ер и Лоар која припада префектури Шатоден.
По подацима из 2011. године у општини је живело 344 становника, а густина насељености је износила 36,33 становника/km². Општина се простире на површини од 9,47 km². Налази се на средњој надморској висини од 170 метара (максималној 180 m, а минималној 161 m).

## Демографија
| 1962. | 1968. | 1975. | 1982. | 1990. | 1999. | 2011. |
| ----- | ----- | ----- | ----- | ----- | ----- | ----- |
| 216   | 258   | 226   | 223   | 234   | 222   | 344   |

График промене броја становника у току последњих година